# Raveniola vonwicki
Espèce
Raveniola vonwicki est une espèce d'araignées mygalomorphes de la famille des Nemesiidae.

## Distribution
Cette espèce est endémique de la province du Gilan en Iran,. Elle se rencontre vers Hishtpar.

## Description
Le mâle holotype mesure 12,00 mm et la femelle paratype 16,50 mm.

## Étymologie
Cette espèce est nommée en l'honneur de Sergei Nikolaevich von Wick.

## Publication originale
- Zonstein, 2000 : Two new species of the mygalomorph spider genus Raveniola Zonstein, 1987 (Araneae, Nemesiidae) from southwestern Asia. Tethys Entomological Research, vol. 2, p. 49-52.